# Yang Chin-yi
Yang Chin-yi (chinesisch 楊璟翊, * 15. Mai 1981) ist ein taiwanischer Gewichtheber. Er belegte bei den Olympischen Spielen 2008 im Bantamgewicht den 4. Platz und war 2002 Vize-Weltmeister im Zweikampf im Bantamgewicht.

## Werdegang
Yang Chin-yi begann in Taiwan als Jugendlicher mit dem Gewichtheben. Bei einer Größe von 1,55 Metern brachte er hervorragende körperliche Voraussetzungen für einen Bantamgewichtler (Gewichtslimit 56 kg Körpergewicht) mit. Er startete deshalb während seiner ganzen Karriere in dieser Gewichtsklasse.
Schon mit 16 Jahren startete er bei der Junioren-Weltmeisterschaft 1997 in Kapstadt und belegte dort im Fliegengewicht mit 222,5 kg (90–132,5) im Zweikampf den 3. Platz, womit er gleich bei seiner ersten Teilnahme bei einer internationalen Meisterschaft eine Medaille gewann. Er startete im gleichen Jahr auch schon bei der Weltmeisterschaft der Senioren in Chiangmai/Thailand und steigerte sich dort auf 240 kg (105–135), die zum 9. Platz reichten.
Bei der Junioren-Weltmeisterschaft 1998 in Sofia schaffte er im Bantamgewicht im Reißen 110 kg und belegte damit in dieser Einzeldisziplin den 3. Platz. Beim Stoßen unterliefen ihm aber drei Fehlversuche, so dass er in der Zweikampf-Wertung ohne Ergebnis unplatziert blieb. Bei den Asienspielen 1998 in Bangkok schaffte er im Bantamgewicht 250 kg (110–140) und kam damit auf den 5. Platz.
1999 steigerte sich Yang Chin-yi bei der Weltmeisterschaft in Athen im Bantamgewicht auf 262,5 kg (115–147,5). Diese Leistung reichte aber wieder nur zum 9. Platz. Sieger wurde dort Halil Mutlu aus der Türkei mit 302,5 kg, der wie der Zweitplatzierte Adrian Ioan Jigău aus Rumänien, 282,5 kg, später als Doper entlarvt wurde. Bei der Junioren-Weltmeisterschaft 2000 in Prag war er in keiner guten Form und erzielte im Bantamgewicht im Zweikampf nur 250 kg (110–140), mit denen er den 4. Platz belegte. Weitaus besser in Form war er bei der Asien-Meisterschaft dieses Jahres in Ōsaka. Dort erzielte er mit 277,5 kg (122,5–155) eine neue persönliche Bestleistung und kam damit hinter seinem taiwanesischen Landsmann Wang Shin-yuan, 285 kg (125–160) und Zhang Xiangxiang aus China, 282,5 kg (127,5–155) auf den 3. Platz. Im Jahre 2000 nahm er in Sydney auch zum ersten Mal an Olympischen Spielen teil. Er erreichte dort 270 kg (120–150) und belegte damit den 8. Platz in der Gesamtwertung des Zweikampfs.
Im Jahre 2002 gewann Yang Chin-yi bei den internationalen Meisterschaften Medaillen im Zweikampf. Zunächst belegte er bei den Asienspielen in Busan mit 275 kg (125–150) hinter Wu Meijin aus China, 292,5 kg (130–162,5) und Wang Shin-yuan, 282,5 kg (127,5–155) den 3. Platz und wenige Monate später wurde er bei der Weltmeisterschaft in Warschau mit 277,5 kg (125–152,5) hinter Wu Meijin, 287,5 kg (122,5–160) sogar Vize-Weltmeister.
In den folgenden Jahren startete er nicht mehr ganz so häufig. 2004 nahm er in Athen wieder an den Olympischen Spielen teil, hatte dort aber im Reißen drei Fehlversuche mit 120 kg und blieb damit unplatziert. 2005 wurde er bei der Asien-Meisterschaft in Dubai mit 271 kg (118–153) Dritter und kam bei der Weltmeisterschaft 2005 in Doha mit 275 kg (120–155) auf den 6. Platz.
2006 wurde er wegen eines Dopingverstoßes bis Mai 2008 gesperrt. Bei den Olympischen Spielen 2008 in Peking war er aber wieder am Start und belegte mit der persönlichen Bestleistung von 285 kg (128–157) im Bantamgewicht einen hervorragenden 4. Platz, womit er nur um 7 kg hinter der Siegesleistung von Long Qingquan aus China blieb, der 292 kg (132–160) erzielte.
Im Jahre 2009 kam er nicht mehr auf die Leistung des Jahres 2008 und belegte bei der Weltmeisterschaft in Goyang/Südkorea mit 260 kg (115–145) aber immer noch den 7. Platz.

## Internationale Erfolge
| Jahr | Platz | Wettbewerb                   | Gewichtsklasse | |
| 1997 | 3.    | Junioren-WM in Kapstadt      | Fliegen        | mit 222,5 kg (90–132,5), hinter Sergio Álvarez Boulet, Kuba, 242,5 kg (107,5–135) und Laszlo Tancsics, Ungarn, 230 kg (105–125)                        |
| 1997 | 9.    | WM in Chiangmai/Thailand     | Fliegen        | mit 240 kg (105–135); Sieger: Lan Shizhang, China, 287,5 kg (127,5–160) vor Yang Bin, China, 272,5 kg (127,5–145)                                      |
| 1998 | unpl. | Junioren-WM in Sofia         | Bantam         | nach 110 kg im Reißen (3. Platz) drei Fehlversuche im Stoßen; Sieger: Luo Zongnan, China, 270 kg (120–150)                                             |
| 1998 | 5.    | Asien-Spiele in Bangkok      | Bantam         | mit 250 kg (110–140); Sieger: Lan Shizhang, 275 kg (120–155) vor Wang Shin-yuan, Taiwan, 267,5 kg (115–142,5)                                          |
| 1999 | 9.    | WM in Athen                  | Bantam         | mit 262,5 kg (115–147,5); Sieger: Halil Mutlu, Türkei, 302,5 kg vor Adrian Ioan Jigău, Rumänien                                                        |
| 2000 | 4.    | Junioren-WM in Prag          | Bantam         | mit 250 kg (110–140), hinter Chu Xiwang, China, 280 kg (130–150), Wu Meijin, China, 270 kg (120–150) u. Wladislaw Lukanin, Russland, 265 kg (120–145)  |
| 2000 | 3.    | Asien-Meisterschaft in Ōsaka | Bantam         | mit 277,5 kg (122,5–155), hinter Wang Shin-yuan, Taiwan, 285 kg (125–160) u. Zhang Xiangxiang, China, 282,5 kg (127,5–155)                             |
| 2000 | 8.    | OS in Sydney                 | Bantam         | mit 270 kg (120–150); Sieger: Halil Mutlu, mit 305 kg vor Wu Wenxiong, China, 287,5 kg                                                                 |
| 2002 | 3.    | Asien-Spiele in Busan        | Bantam         | mit 275 kg (125–150), hinter Wu Meijin, 292,5 kg (130–162,5) u. Wang Shin-yuan, 282,5 kg (127,5–155)                                                   |
| 2002 | 2.    | WM in Warschau               | Bantam         | mit 277,5 kg (125.152,5), hinter Wu Meijin, 287,5 (122,5–160), vor Adrian Ioan Jigău, 277,5 kg (125–152,5)                                             |
| 2003 | 8.    | WM in Vancouver              | Bantam         | mit 265 kg (120–145); Sieger: Wu Meijin, 287,5 kg (127,5–160) vor Adrian Ioan Jigău, 280 kg (125–155)                                                  |
| 2004 | unpl. | OS in Athen                  | Bantam         | mit 3 Fehlversuchen im Reißen mit 120 kg; Sieger: Halil Mutlu, 295 kg (135–160), vor Wu Meijin, 287,5 kg (130–157,5)                                   |
| 2005 | 3.    | Asien-Meisterschaft in Dubai | Bantam         | mit 271 kg (118–153), hinter Hoàng Anh Tuấn, Vietnam, 277 kg (125–153) u. Wang Shin-yuan, 276 kg (125–151)                                             |
| 2005 | 6.    | WM in Doha                   | Bantam         | mit 275 kg (120–155); Sieger: Wang Shin-yuan, 281 kg (125–156) vor Lee Jong-hoon, Südkorea, 280 kg (125–155)                                           |
| 2008 | 4.    | OS in Peking                 | Bantam         | mit 285 kg (128–157), hinter Long Qingquan, China, 292 kg (132–160), Hoang Anh Tuan, 290 kg (130–160) und Eko Yuli Irawan, Indonesien, 288 kg(130–158) |
| 2009 | 4.    | Asien-Meisterschaften        | Bantam         | mit 260 kg (115–145), hinter Il Guohua, China, 281 kg (123–158), Hoang Anh Tuan, 278 kg (125–153) u. Ri Kyong-Sok, Nordkorea, 272 kg (122–150)         |
| 2009 | 7.    | WM in Goyang/Südkorea        | Bantam         | mit 260 kg (115–145); Sieger: Long Qingquan, 292 kg (130–162) vor Wu Jingbiao, China, 286 kg (131–155)                                                 |
| 2009 | 2.    | Ost-Asien-Spiele             | Bantam         | mit 240 kg (105–135), hinter Long Qingquan, 280 kg (125–155), vor Mukhdul Enkhjargal, Mongolei, 215 kg (95–120)                                        |

## WM-Einzelmedaillen
- WM-Silbermedaillen: 2002/Reißen
- WM-Bronzemedaillen: 2002/Stoßen – 2005/Stoßen

## Erläuterungen
- alle Wettkämpfe im Zweikampf, bestehend aus Reißen und Stoßen,
- OS = Olympische Spiele,
- WM = Weltmeisterschaften,
- Fliegengewicht, damals bis 54 kg Körpergewicht,
- Bantamgewicht, bis 56 kg Körpergewicht
- KG = Körpergewicht